# Geschiedenis van Algerije
De geschiedenis van Algerije gaat terug tot de Oudheid. Het huidige Algerije is een voormalige kolonie van Frankrijk, dat controle over Algerije verwierf in het midden van de negentiende eeuw. Daarvoor behoorde het gebied toe aan het Ottomaanse Rijk.

## Oudheid

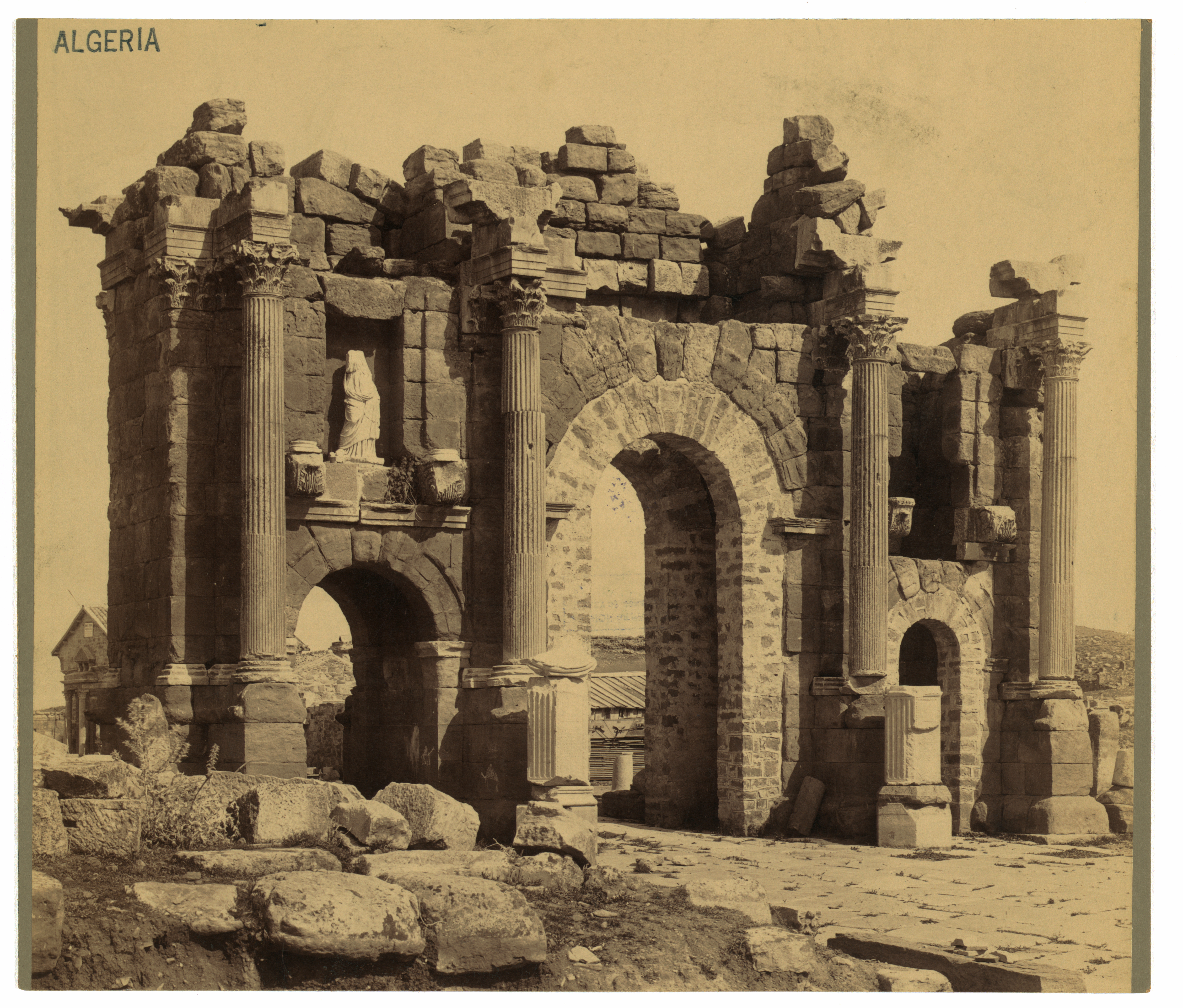
Romeinse Boog van Trajanus in Thamugadi (Timgad)

In de Oudheid werd Algerije, net als de rest van de Maghreb, bevolkt door Berbers. Vanaf de 9e eeuw v.Chr. vestigden Feniciërs zich in het gebied, vooral in de streek rond Carthago.
Door de Punische Oorlogen veroverden de Romeinen Noord-Afrika en vestigden zij er hun macht. Door de val van Carthago ontstonden enkele Berberrijken in het gebied: Mauretanië en Numidië. Vanaf 24 A.D. werden deze bij het Romeinse Rijk gevoegd en maakte Algerije deel uit van de Romeinse provincies Africa en Mauretania Caesariensis.
In de tweede eeuw was een groot deel van Noord-Afrika christelijk geworden. De kerkvader Augustinus van Hippo was een Berber afkomstig uit Algerije.

## Komst van de islam
De islamitische verovering van de Maghreb bracht de islam met zich mee aan het begin van de achtste eeuw, wat grote veranderingen teweeg bracht. Arabisch werd de nieuwe taal en de islam het nieuwe geloof, al bleven vele groepen lange tijd christelijk of het berbergeloof aanhangen. Eerst maakte Algerije deel uit van het Arabische Rijk onder de Omajjaden, maar vanaf 777 werd het min of meer onafhankelijk onder de dynastie van de Rustamiden. Later heersten de Aghlabiden, de Fatimiden, de Almoraviden, de Hammadiden, de Almohaden en de Meriniden. Tot de komst van de Ottomanen in de 16e eeuw, hadden de Zianiden drie eeuwen lang over het land geregeerd. Zij creëerden een staat die gezien kan worden als voorloper van het moderne Algerije. Onder de Zianiden zou het land een hoge mate van welvaart kennen.

## De Ottomaanse periode
In 1516 werd Algerije ingelijfd bij het expanderende Ottomaanse Rijk. In de Ottomaanse tijd werden de westgrens met Marokko en de oostgrens met Tunesië definitief bepaald. Algerije werd bestuurd door de Dey van Algiers, een door de Ottomaanse Sultan aangestelde gouverneur. In de loop der jaren groeide de status van de Deys uit tot die van autonome vorsten en verwaterde de band met het Ottomaanse Rijk steeds meer.

## Franse overheersing

### Verovering van Algerije

De verovering van Frankrijk in Algerije.

In 1830 namen de Fransen Algiers in en dwongen de Dey het land te verlaten. Het duurde tot 1847 voor het plaatselijke verzet, waarvan Abd al-Kader de belangrijkste leider was, was gebroken en het hele land onder Franse controle was.

### Frans bestuur
Algerije werd een deel van Frankrijk en veel Fransen en andere Europeanen vestigden zich in het land om er een bestaan op te bouwen. Deze kolonisten, ook wel colons of pieds-noirs genoemd, eigenden zich onder meer grote stukken vruchtbare landbouwgrond toe en drukten een zware stempel op Algerije. Algerije werd in 1848 samengesteld uit drie departementen en de macht werd vertegenwoordigd door een gouverneur-generaal, benoemd door de Franse regering.
De wet over het statuut van Algerije is vastgelegd in september 1947: Een Algerijns parlement werd opgericht, bestaande uit twee colleges van elk 60 vertegenwoordigers; de eerste werd verkozen door de Europeanen en de Algerijnse elite (gediplomeerden, ambtenaren, 63.194 om precies te zijn) en de tweede door de rest van de Algerijnse bevolking. Artikel 2 bepaalde: “daadwerkelijke gelijkheid is afgekondigd onder alle Franse burgers”.
In oktober 1947 behaalde de MTLD van Messali Hadj een grote overwinning bij de gemeenteraadsverkiezingen. Deze partij werd het doelwit van de repressie van de Franse autoriteiten. In april 1948 werd massaal gefraudeerd bij de verkiezingen voor het Algerijnse parlement: door intimidatie dwong het leger de bevolking naar de stembus te trekken, stembussen werden van tevoren gevuld, en de meest tot rebelleren geneigde bevolkingsgroepen werden niet opgeroepen te gaan stemmen. Zesendertig van de 59 kandidaten van de MTLD werden aangehouden.

### Onafhankelijkheidsstrijd
In november 1954 verklaarde het Front de Libération Nationale (FLN) de oorlog aan de Franse machthebbers. De Algerijnse Oorlog ging gepaard met veel bloedvergieten en beide partijen maakten zich schuldig aan martelingen, zoals tijdens de massamoorden van augustus 1955 in Constantine, ook bekend als de “massamoorden van Philippeville en El Halia” gepleegd door FLN onafhankelijkheidsstrijders op Franse kolonisten. Daarop volgde, als vergelding, een bloedige repressie door het Franse leger en gewapende pieds-noirs burgers. De episode bleek achteraf een keerpunt in de strijd voor onafhankelijkheid te zijn geweest. Ten gevolge van de oorlog ontvluchtten de meeste Franse kolonisten het land, hun bezittingen achterlatend. Ofschoon aan veel landen relatief gemakkelijk onafhankelijkheid in het vooruitzicht werd gesteld en, vervolgens, verleend, wilde Frankrijk aan Algerije geen onafhankelijkheid verlenen. Hiervoor zijn meerdere redenen. Algerije lag dicht bij Frankrijk, was de eerste bezitting van de Fransen in Afrika en tegelijkertijd woonden er ook veel Fransen. Deze kolonisten wilden hun positie niet kwijtraken en waren daarom fel gekant tegen onafhankelijkheid. Verder had het noordelijk deel van Algerije een bijzondere status. Het werd door Frankrijk niet gezien als kolonie of overzees departement, maar gewoon als integraal Frans grondgebied, niets minder Frans dan het toenmalige departement van Parijs. Algerije bestond dan ook niet als staatkundige eenheid, het noordelijk deel was een verzameling departementen, het nauwelijks bevolkte zuidelijke deel bestond uit eerst uit territoria, later ook uit departementen.
Na een jarenlange oorlog die honderdduizenden mensen het leven kostte, begonnen steeds meer Fransen zich echter tegen de oorlog te keren, en een dreigende staatsgreep maakte een einde aan de Vierde Republiek. De nieuwe president Charles de Gaulle vond de situatie hopeloos en tegen de wens van de Fransen in Algerije in, verklaarde de president op 3 juli 1962 dat Algerije onafhankelijk mocht worden.

## Onafhankelijkheid
Op 25 september 1962 werd officieel de republiek uitgeroepen.
Ahmed Ben Bella, de oprichter van het FLN, werd premier en een jaar later werd hij president. Het vertrek van de kolonisten en van de Algerijnen die met de Fransen hadden samengewerkt beroofde het land van de meeste bedrijfsleiders, ambtenaren, ingenieurs, leerkrachten, artsen en geschoolde arbeiders. Bovendien waren er honderdduizenden daklozen en vluchtelingen.
Op 19 juni 1965 werd een staatsgreep gepleegd onder leiding van kolonel Houari Boumédienne en werd de gekozen regering vervangen door een op de Sovjet-Unie georiënteerde militaire dictatuur. Echter, na tien jaar geregeerd te hebben verklaarde Boumédienne dat er verkiezingen gehouden moesten worden. De nieuwe grondwet werd per referendum aangenomen in november 1976. Aangezien alleen FLN-leden mee mochten doen met de verkiezingen, werd Boumédienne eenvoudig tot president verkozen.
Na de dood van Boumedienne en het einde van de Koude Oorlog ging ook het Algerijnse regime een liberalisatie nastreven. De meerpartijenverkiezingen van december 1991 werden gewonnen door het islamistische Front Islamique du Salut. De overwinning van het FIS kwam hard aan bij de gevestigde orde en bij Frankrijk, dat immers een seculiere staat is. Het leger pleegde een staatsgreep, waarna het FIS verboden werd en president Bendjedid, die hervormingen had toegezegd, werd afgezet. Zijn plaatsvervanger werd de onbuigzame Liamine Zéroual.
De Franse regering gaf haar steun aan het nieuwe bewind van Zéroual en in veel westerse media ging gejuich op omdat Algerije van het 'islamitische gevaar' gered was. Veel westerse media vonden dan ook dat ondanks de ondemocratische actie van het leger, Algerije voor de democratie gered was. De islamitische wereld reageerde geschokt op dit geval van dubbele moraal.
Verschillende aan deze partijen geallieerde groeperingen, zoals de Groupe Islamique Armé, grepen daarna naar de wapens waarmee een acht jaar durende guerrilla en terroristische oorlog tegen de staat begon. Vermoedelijk zijn tijdens de Algerijnse burgeroorlog rond de 100.000 personen om het leven gekomen.
In 1999 werd president Abdelaziz Bouteflika gekozen en hij verleende amnestie aan veel islamisten. Ook hij bleef zich op Rusland oriënteren, en de oliewinning werd uitbesteed aan Rosneft. Door het conflict rond de Westelijke Sahara leefde het land op voet van oorlog met het buurland Marokko, dat door het westen werd gesteund. Met de Europese Unie ontstaan voortdurend conflicten over de illegale immigranten uit Algerije, die het land weigert terug te nemen.

## Kaartengalerij

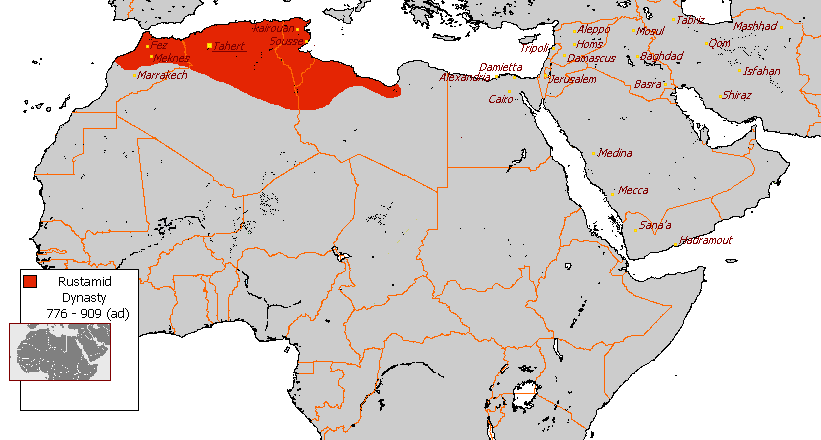
Kaart van Algerije onder de Rustamiden (max. omv.)
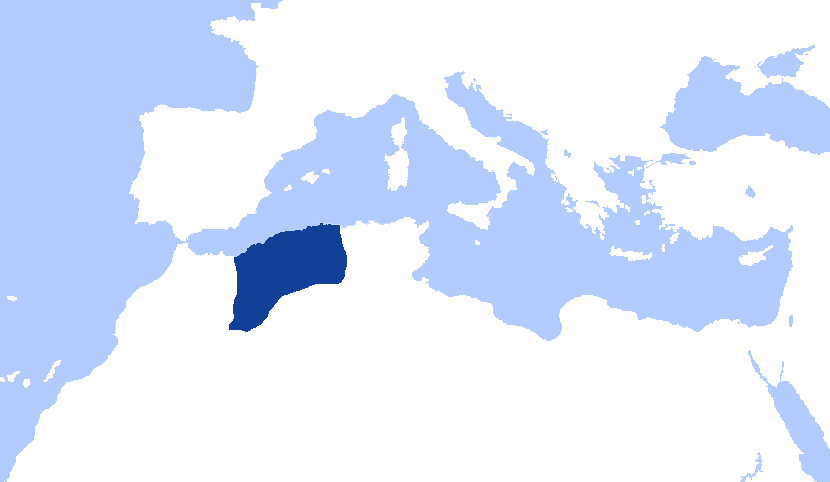
Kaart van Algerije onder de Zianiden (max. omv.)
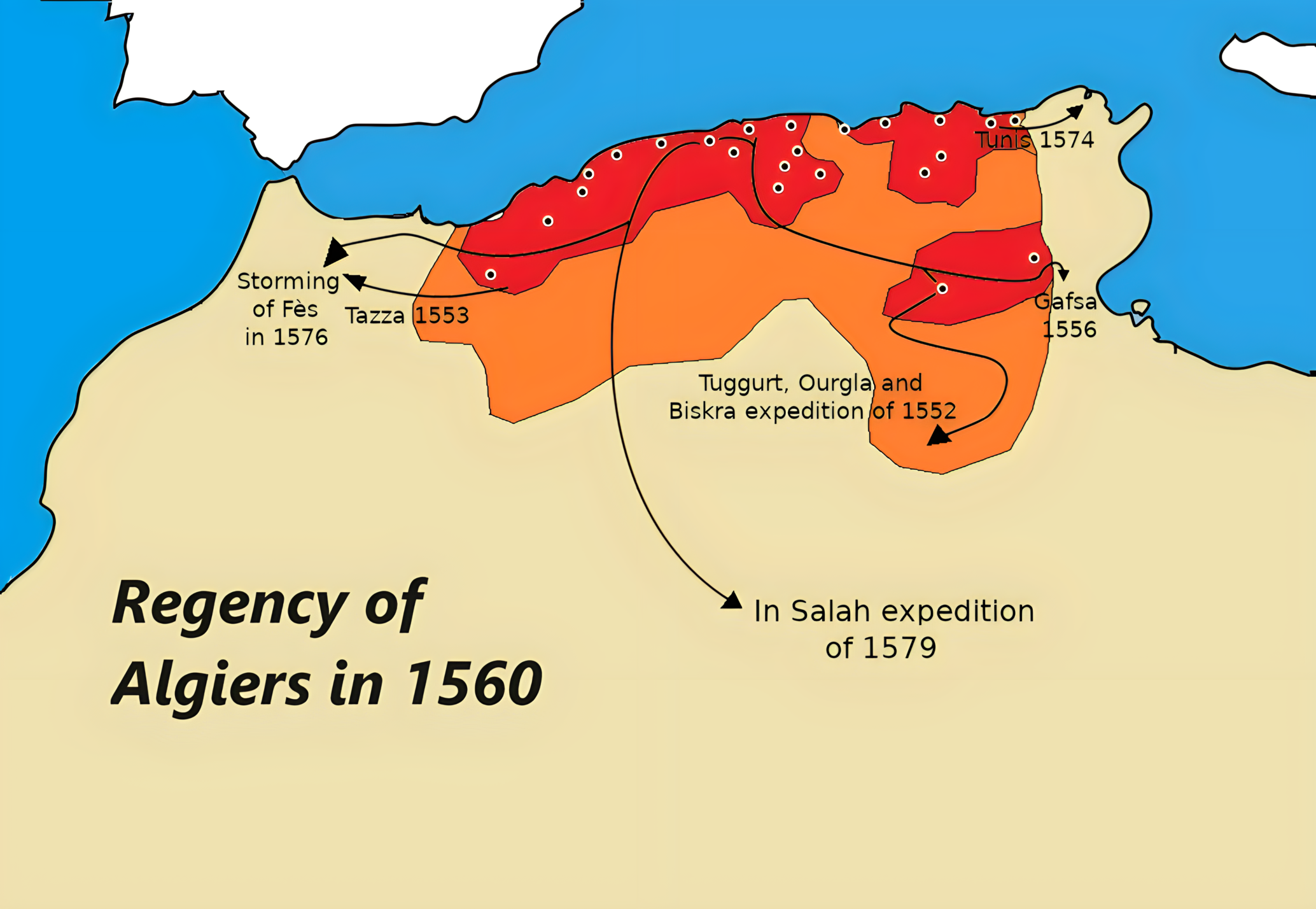
Kaart van Algerije onder de Ottomanen (max. omv.)
Kaart van Algerije onder de Fransen (max. omv.)
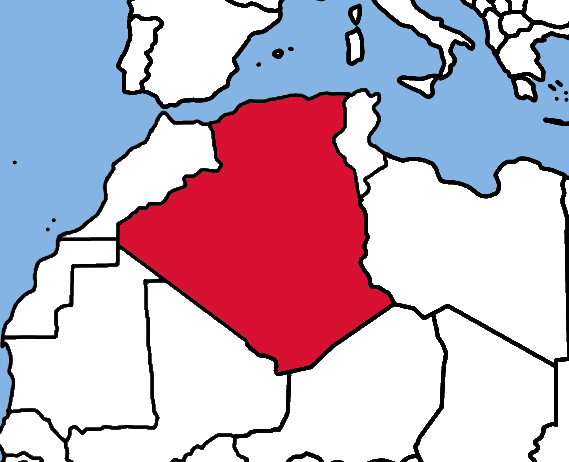
Kaart van het huidige Algerije